# Јак-3
Јак-3 је совјетски једномоторни ловачки авион из периода краја Другог светског рата. Развијен је и произвођен под руководством опитно конструкторског бироа ОКБ Јаковљев (рус. Опытно-конструкторское бюро Яковлев), као наследником авиона Јак-1.
Јак-3 је реализован 1943. године, развијен је од Јак-1 са првобитним називом Јак-1М. Пројектанти су добили задатак да повећају преживљавање, борбене карактеристике и ватрену моћ, у односу на Јак-1. Да би се то постигло морала се смањивати маса и повећавати снага погона, па и брзина лета.
Добијен је надмоћан ловац у ваздушном простору источног фронта. Многи га с разлогом сматрају најбољим ловачким авионом Другог светског рата.
У току 1944. и 1945. године је укупно произведено 4.848 примерака авиона Јак-3.
Био је у оперативној употреби у ратним ваздухопловствима неколико европских земаља.
По завршетку рата, Совјети су поклонили француском ваздухопловном ловачкој ескадрили Нормандија-Нимен 41 примерак авиона Јак-3, с којима су они прелетели у своју земљу. Ти авиони су остали у наоружању француског ратног ваздухопловства, све до 1956. године.

## Развој и пројекат
Јак-3 је развијен од Јак-1, као његова замена и наследник. Побољшањем базног стандарда авиона Јак-1, надградњом и развојем у Јак-1М, настао је Јак-3. Авионима Јак-7 и Јак-9, такође су исто корени у стандарду Јак-1. Финализирањем стандарда Јак-3, према постављеним затевима, добијен је ловачки авион одличних карактеристика за преваст у ваздушном простору, у завршној борби Источног фронта, у Другом светском рату. Успешни развој Јак-3, отворио је перспективу масовне производње совјетског респективног ловца. Мањи и лакши, а са истим мотором, Јак-3 је бржи и окретнији од авиона Јак-9.
Погон стајног трапа и закрилаца, при увлачењу и извлачењу, авиона Јак-3 је специфичан помоћу пнеуматског система. Тај систем се тада примењивао на ловачким авионима из породице Јаковљев, као једноставнији и јефтинији, у односу на хидраулички или електрични. При одређивању приоритета дата је предност једноставности, у односу на већу поузданост. Облик, положај, аеродинамичка форма, мали угао диједра и аеропрофил RAF-30 релативне дебљине од 14% крила су задржани код целе фамилије ловаца типа Јак. ОКБ Јаковљев је био задовољан са карактеристикама крила авиона Јак-3, тако да га је задржао у варијанти градње од метала, и на пројектима школског авиона Јак-11 и на авиону с реактивним погоном Јак-15.
Труп, у интеграцији с мотором је био одлично аеродинамички обликован, пројектован је с једноставном структуром, израђиваном од материјалом који се сукцесивно замењивао у току серијске производње, све до потпуне примене метала. У току протипског развоја, у односу на Јак-1, замењен је материјал за оплату задњег дела трупа са шперплочом дебљине 2 mm, модифицирани су хладњаци за воду и уље и интегрисан је колиматорски поузданији нишан.
Пробни пилоти су били задовољни са новим ловцем у току његовог испитивања у лету, тако да је Јак-3 усвојен за серијску производњу и увођење у оперативну употребу уз велику подршку.
Примењен је мотор ВК-105ПФ2 снаге 1.240 kW, с трокраком елисом ВИШ-105СВ-01, са атоматцком променом корака. У крилним резервоарима, Јак-3 је носио 370 литара горива.
Кабина је једноставна, греје се при нижим температурама с радијатором с течношћу из хладњака мотора. Инструментална табла је с најнужијим инструментима: часовник, компас, брзиномер, висиномер, термометар мотора и вариометар.
Прва два серијска лота Јак-3 (197 ком.), били су опремљени с топом ШВАК калибра 20 mm (уграђеним у крило) и с једним митраљезом са сихроним дејством између кракова елисе, калибра 7,62 mm. Постизана је ватра од 2,72 kg масе у секунди, разне врсте муниције. У току серијске производње су вариране комбинације ватреног оружја топова разног калибра, броја комада и величине БК (бојевог комплета) у комбинацији с митраљезима, све у циљу повећања ватрене моћи и ефикасности авиона Јак-3. С овим комбинацијама је повећавана ватрена моћ и за неколико пута у односу на авионе из почетне сериријске производње.
Стајни трап је класичан, с главним ногама интегрисаним испод крила, а репни точак на завшном делу трупа.
Пилоти су имали једино замерке на малу количину горива коју носи Јак-3 и на слабу оплату крила. Последица тога је било кратко време остајања у ваздуху и појава оштећења структуре крила услед оптерећења при вађењу из обрушања при максималној брзини лета. Без обзира на ове примедбе, авион Јак-3 је брзо постао миљеник пилота ловачке авијације.

## Оперативна употреба
Авион у стандарду Јак-3, први пут је полетео 1943. године, а први из серијске производње, 1944. године, који је предат 91-ом ловачком ваздухопловном пуку Црвене армије, на оперативну употребу непосредно пред Лавовску операцију.
Производња  Јак-3 је завршена 1946. године, укупно је произведено 4.848 примерка, а само је од њих 737 испоручено након рата. Они су наставили да се лете још неколико година у послијератном периоду у ваздухопловствима француске, Југословије, Албаније, и Пољске.
У летачком саставу тога пука, било је више од 40% младих пилота који уопште нису никада учествовали у борби у ваздушном простору. Они су само за 45 дана успешно направили 430 борбених летова, успешно реализовали пет групних ваздухопловних бици и уништили 23 противничка авиона. При томе су изгубили само своја два авиона Јак-3. Совјетски пилоти су користили предност Јак-3 над противничким авионима Месершмит Bf-109 и Fw-190, у хоризонталном и вертикалном маневру, све до висине лета од 5.000 m.
Јак-3 је имао мали радијус хоризонталног и вертикалног заокрета. Пун круг хоризонталног стационарног заокрета је правио за 18,6 sec. С њим се могло, у маневру, претворити бежање од непријатељског авиона у његову потеру и ухватити противнички авион у нишански захват и доћи у позицију за отварање ватре. Како пилоти у свом жаргону кажу: лако је авионом Јак-3 ослободити се од опасности и заменити са непријатељем ситуацију тренутне опасности у своју предност. То јест избећи противника, који му је у репу и заћи њему у реп и уништити га.
Посебно се памти ваздухопловна битка, која се одиграла 16. јула 1944. године, у којој су доказане могућности авиона Јак-3 да води борбу с бројнијим непријатељским авионима Месершмит Bf-109 и Fw-190.
По завршетку рата, Совјети су поклонили француском ваздухопловном ловачкој ескадрили Нормандија-Нимен 41 примерак авиона Јак-3, с којима су они прелетели у своју земљу. Ти авиони су остали у наоружању француског ратног ваздухопловства, све до 1956. године.

## Варијанте и карактеристике
Варијанте модификација авиона Јак-3, углавном су базиране на сукцесивној замени материјала за градњу структуре, варијацијом побољшаних мотора који су били на располагању и на измени ватреног наоружања.
Ток и интензитет рата нису дозвољавали потребно време за детаљно и систематско истраживање, а Совјети нису имали напредну технологију погона, заостајали су у моторској индустрији и технологији, што је успоравало и ограничавало даљи развој ловачких авиона типа Јак. Чинили су се огромни напори да се то превазиђе и да се пронађу решења „у ходу“. Последично, су биле све модификоване варијанте оптерећене с тим проблемом. После сваког покушаја унапређења решења су се морали вратити на серијску производњу авиона Јак-3 с мотором ВК-105ПФ2, примењеном на авиону Јак-9, пошто им је лимитирајући фактор за усавршање авиона Јак-3 увек био погон.
- Јак-3 је назив за базну верзију.
- Јак-3 ВК-107А, је с мешовитом употребом материјала за градњу структуре. На овој варијанти авиона је уграђен мотор ВК-107А Климов (1.230 kW). Наоружање се састоји од 2 х Березин B-20 топа, калибра 20 mm с бојевим комплетом (БК) од 120 граната. У периоду 1945. и 1946. године, произвено је 48 примерака ових авиона. Пошто се на максималним режимима мотор ВК-107А прегревао, одлучено је да се серијска производња продужи с мотором ВК-105ПФ, с авиона Јак-9.
- Јак-3 ВК-107А, с металном структуром крила.
- Јак-3 ВК-107А, с металном укупном структуром
- Јак-3 ВК-108А, је претходна верзија прилагођена за уградњу мотора ВК-108. Постигнуте су одличне крајње перформансе, али се исто одустало од ове варијанте због прегревања мотора. Авион је испитан у варијантама уградње две опције ватреног наоружања. У првој је уграђен топ од 23 mm, а у другој од 20 mm.
- Јак-3К је предвиђен да носи контејнер с топом калибра 45 mm. После испитивања у лету, закључено је да је погоднији Јак-9К за такву опцију.
- Јак-3П је произвођен од априла 1945. године до средине 1946. године. Био је наоружан с три топа калибра 20 mm. Бојеви комлет је био 120 граната за средњи, а по 130 за сваки бочни топ. Спефична ватрена моћ авиона Јак-3 је с тиме подигнута с 2,72 kg на 11 kg масе разних врста граната у секунди. У току 1945. године, паралелно су произвођени стандардни Јак-3 и модификовани Јак-3П. Произведено је 596 примерака, у овој варијанти.
- Јак-3ПД је ловац пресретач на великим висинама, с мотором ВК-105ПД и са једним топом калибра 23 mm Нуделманов-Сурманов НС-23, БК од 60 граната. Достизао је висину лета до 13.300 m. Није ушао у серијску производњу због незадовољавјућих карактеристика мотора.
- Јак-3РД је експериментална варијанта, у циљу истраживања решења с додатним ракетним мотором с течним горивом за стварање предности у пресудним тренуцима ваздушне борбе. Мали ракетни мотор Глушко РД-1 потиска 2,9 kN је уграђен у модификовани реп. Ова варијанта експерименталног авиона је наоружана с једним топом калибра 23 mm с БК од 60 граната, полетео је 11. маја 1945. године. Као и код осталих покушаја побољшавања и овај је програм прекинут.
- Јак-3Т је носио подвесни контејнер с уграђеним топом калибра 37 mm Нуделман Н-37 с БК од 25 граната и два топа калибра 20 mm Березин Б-20 с БК, сваки по 100 граната. Произашло је, нужно померање кабине уназад за 400 mm, ради задржавања положаја тежишта према захтевима стабилности авиона. Без обзира што је био мотор из нове производње опет се испречио проблем његовог прегревања, тако да је и овај програм прекинут после производње и полетања прототипа.
- Јак-3Т-57 је опремљен с једним топом ОКБ-16-57 калибра 57 mm.
- Јак-3ТК је имао погон с мотором ВК-107А с турбокомпресором, с погоном са издувним гасовима.
- Јак-3У је покушај решавања проблема погона веће снаге, с уградњом звездастог мотора Швецов АШ-82ФН, снаге 1380 kW. То је био покушај да се превазиђе проблем прегревања ВК-107 и ВК-108, и да се пронађе решење за погон авиона Јак-3 с већом снагом. У томе програму је распон крила повећан за 20 cm, а исто је померено унапред за 22 cm, а кабина је подигнута ради очувања прегледности, за 8 cm. Јак-3У је наоружан с топом калибра 20 mm с БК од 120 граната. Програм је успео и ако је изискивао велике модификације и велику промену препознатњиве форме ловаца типа Јак. Серијску производњу је демотивисао завршетак рата и започето интензивно истраживање и развој погона с пропулзијом и аеродинамике великих брзина у крозвучној и назвучној области.
- Јак-3УТИ је двосед, тренажно школска верзија, са звездастим мотором шверцов АШ-21. Овај прототип је постао стандард за школски авион Јак-11.[1][2][4][7][8][9]

## Корисници
- СССР је користио авион Јак-3 као масовног ловца на источном фронту.
- Француска је користила авион Јак-3 у оквиру наоружања свога пука Нормандија Нимен (Нормандија-Нимен), на Источном фронту, а касније и у свом Ратном ваздухопловству.
- Пољска је користила авион Јак-3 у своме Ратном ваздухопловству.
- ФНР Југославија је непосредно по завршетку Другог светског рата наоружала, с авионом Јак-3, своје авијацијске ловачке пукове:
  - 111-ти у Скопљу,
  - 113-ти у Загребу-Плесо,
  - 112-ти у Мостару,
  - 254-ти у Мостару и
  - 204-ти у Задру.

## Савремена реплика
После 1991. године, направљен је велики број оригиналних реплика означених као Јак-3М, користећи оригиналне цртеже и размере. Намењени су за тржиште летеца. Њих погоне мотори Аллисон V-1710. Неколико од ових авионом данас су у Сједињеним Америчким Државама, али и у Немачкој и Аустралији. Постоје и реплике Јак-3У у статусу тренера Јак-11, за приватне власнике. Ови авиони су веома популарни широм света.

## ПилотиЈак-3, херојиСовјетског Савеза
| - Генерал Михаил Васиљевич Андрејев - Михаил Фјодорович Батаров - Вктор Николајевич Бујанов - Аллексеј Павлович Чирилин - Борис Николајевич Еремин - Александар Ершов - Иван Васиљевич »Скворец« Федоров - Николај Фјодорович Исајенко | - Виктор Павлович Иванов - Александар Иванович »Колдун« Колдунов - Иван Павлович Лавејкин - Семјон Анндријанович Лебедов - Владимир Иванович Логвиненко - Сергеј Данилович Лугански - Иван Феоктистович Попов - Леонид Кирилович Рижи | - Александер Петрович Силантјев - И. И. Шошников - Иван Фролович Шаменков - Н. П. Трусов - Арсениј Васиљевич Ворожејкин - Георгиј Нефодович Захаров - Михаил Михаилович Зеленкин |

Већина ових славних пилота, летећи на авиону Јак-3, су имали више победа у борбама у ваздушном простору, с непријатељем.

## Надимци за авионЈак-3
- Убица (рус. Убийца)
- Шиљати нос (рус. Остроносый)